# Kashaka

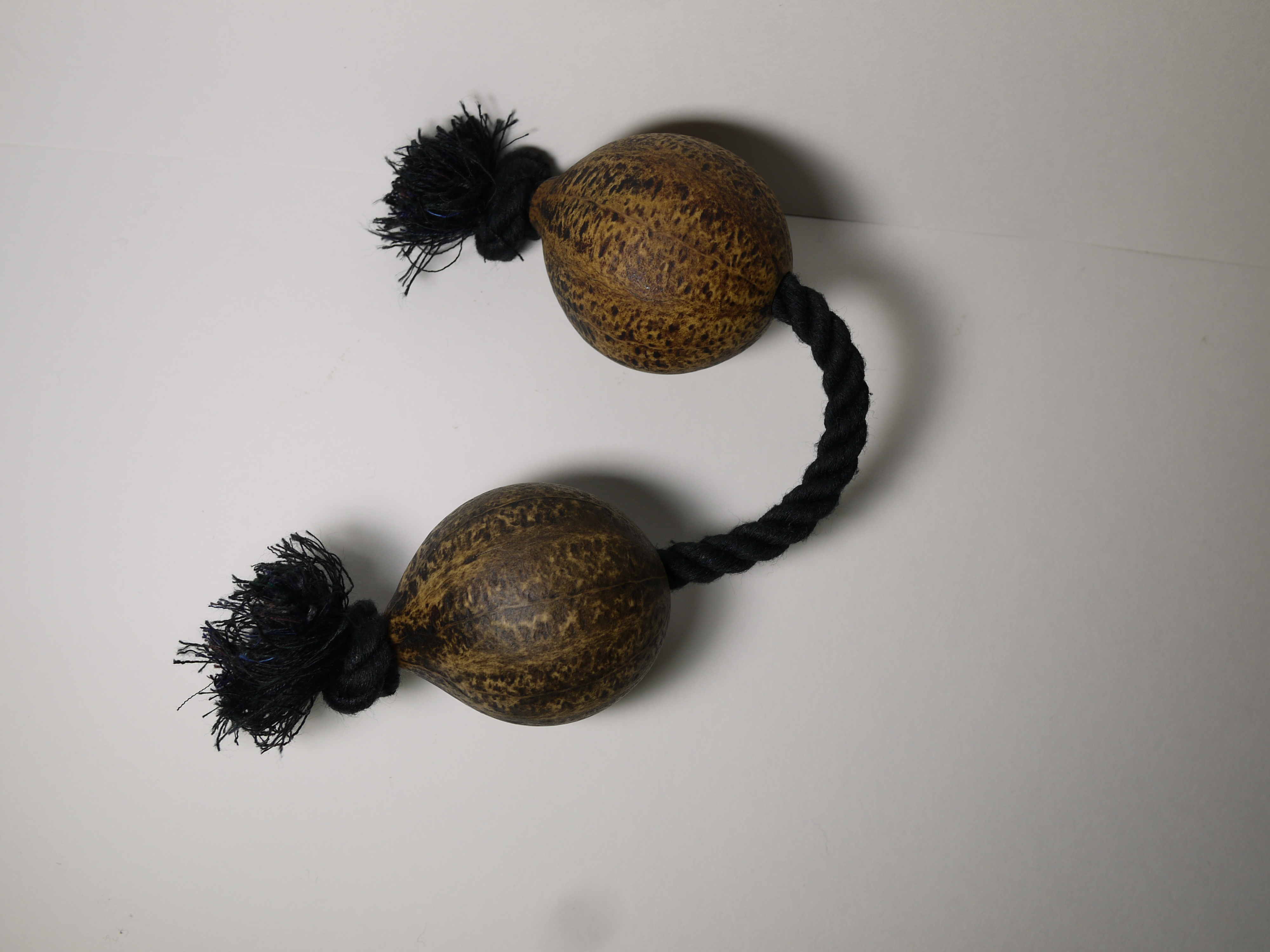
Kashaka

La kashaka, también conocida como asalato, thelevi, televi, aoka, kasso-kasso, patica, kes kes, tchangot tche, nkush kash y muchos otros es un sencillo instrumento de percusión de África Occidental compuesto por dos calabazas pequeñas rellenas de semillas (de modo similar a dos pequeñas maracas) conectadas por una cuerda.
Para tocarlo, una de las calabazas se aguanta en la palma de la mano, pasando la cuerda entre los dedos índice y anular, mientras se hace mover la otra calabaza alrededor de la mano, haciéndolas chocar a cada lado.Para la elaboración de este instrumento se utiliza el fruto del árbol conocido como Oncoba Spinosa.
Este instrumento se ha propagado a diversos países fuera de África recibiendo diferentes nombres.